# Dipartimento di Kaffrine
Il dipartimento di Kaffrine (fr. Département de Kaffrine) è un dipartimento del Senegal, appartenente alla regione di Kaffrine. Il capoluogo è la città di Kaffrine.
Il dipartimento di Kaffrine comprende 2 comuni e 2 arrondissement, a loro volta suddivisi in 6 comunità rurali.
comuni:
- Kaffrine
- Nganda

arrondissement:
- Kakatel
- Gniby